# Marcos Antônio (ur. 2000)
Marcos Antônio, właśc. Marcos Antônio Silva Santos (ur. 13 czerwca 2000 w Poções, w stanie Bahia) – brazylijski piłkarz, grający na pozycji pomocnika w brazylijskim klubie São Paulo FCSão Paulo.

## Kariera piłkarska

### Kariera klubowa
Wychowanek klubu Athletico Paranaense. W 2018 rozpoczął karierę piłkarską w GD Estoril Praia. 
21 grudnia 2018 podpisał kontrakt z Szachtarem Donieck.

### Kariera reprezentacyjna
Od 2017 bronił barw juniorskiej reprezentacji Brazylii, a od 2018 młodzieżowej.